# Балтамел
Балтамел е един от главните антагонисти във фентъзи поредицата „Колелото на времето“ на Робърт Джордан. Той е един от Отстъпниците.
 Внимание:  Текстът по-долу разкрива сюжета на произведението (или части от него)!

## Произход от Ерата на легендите
Евал Раман е бил историк, който се занимавал с изчезнали цивилизации и работел в М'Джин. Въпреки че бил добър учен, имал много по-низко второ лице. Той общувал с най-долните престъпници в кръчмите, бил женкар и бил изключително безразсъден и бързо палел. Било му почти напълно забранено да използва каквото и да е насилие чрез клетвена палка. Тази тъмна страна вероятно му отнела възможността да получи много желаното трето име.
Обещанието за безсмъртие примамило Евал към Сянката. Неговите дела по време на Войната за власт не са известни, освен това, че той създавал лагери за хора, които били предназначени за храна на тролоците. Когато бил запечатан в Шайол Гул заедно с останалите Избрани, той преживял същото явление като Агинор: тъй като бил запечатан най-отгоре, тялото му било подложено на старост и разруха. Лицето му било напълно обезобразено и езикът му загинал. Той покривал напълно тялото си и носел маска на смеещ се млад човек, показвайки суетата си.